# مردمان هزاره
هزاره (هزارگی: آزره) یکی از اقوام بزرگ افغانستان و جزء اصلی جمعیت آن هستند که در تمام مناطق افغانستان، عمدتاً در مناطق مرکزی افغانستان، موسوم به هزارستان (هزاره‌جات) زندگی می‌کنند. اقلیت‌های بزرگی از هزاره‌ها بیشتر در کویتهٔ پاکستان و نیز برخی از آنها در ایران مخصوصاً در مشهد جمعیت هزاره‌ها را تشکیل داده‌اند. هزاره‌ها به زبان پارسی با گویش‌های دری و هزارگی صحبت می‌کنند.
هزاره‌ها یکی از تحت آزار و اذیت‌ترین گروه‌های قومی از زمان تشکیل کشوری به‌نام افغانستان به‌شمار می‌روند.

## پیشینه

### سدهٔ نوزدهم
از اواخر سدهٔ نوزدهم میلادی پس از روی کار آمدن عبدالرحمان، در سال‌های ۱۸۸۸–۱۸۹۳ (میلادی) هزاره‌های خودمختار تحت فشار حکومت مرکزی قرار گرفته و به شدت سرکوب گردیدند و به مدت یک سده در انزوای سیاسی، اجتماعی و محرومیت اقتصادی فرورفتند. در این دوره هزاره‌ها شدیداً مورد کشتار و قتل‌عام صورت گرفتند. این عملکردها باعث شد تا عده‌ای زیادی از آنها به کشورهای همجوار مانند آسیای مرکزی، ایران، هند بریتانیا، عراق و سوریه مهاجر و متواری شوند و بسیاری از زمین‌ها و دارایی آنها به تصرف افغان‌ها و کوچی‌ها درآیند. آن عده هزاره‌ها که در شمال هندوکش می‌زیستند به‌سوی روسیهٔ تزاری رفتند که بیشتر در شهرهای جنوبی روسیه باقی ماندند. عده‌ای زیادی هزاره‌ها ساکن در ساحات روسیهٔ تزاری به‌دلیل شباهت‌های ساختمان نژادی و چهرهٔ ظاهری کامل با مردم آن مناطق، به‌مرور زمان لهجه، زبان و هویت قومی خود را از دست دادند و در میان آنان ساکن و جذب شدند. آن عده هزاره‌های متواری‌شده در مناطق روسیه تزاری پیشین از جمله ازبکستان، تاجیکستان، ترکمنستان، قزاقستان و داغستان سکونت اختیار کردند. هزاره‌های شمال غرب مناطق هزاره‌نشین افغانستان به‌سوی ایران مهاجرت کردند و در محلات مشهد ساکن شدند که این هزاره‌ها بعدها به بربری و خاوری مشهور شدند. بخشی دیگر هزاره‌ها از جنوب شرق مناطق هزاره‌نشین افغانستان به‌سوی هند بریتانیا کوچیدند که در کویته واقع در پاکستان امروزی ساکن شده‌اند. یکی از معروف‌ترین شخصیت‌های سیاسی و نظامی این هزاره‌ها محمد موسی خان می‌باشد که درجهٔ نظامی جنرال را در نظام پاکستان داشت. گروهی دیگری به کشورهای سوریه، عراق و هند ساکن شده‌اند. این هزاره‌ها که به سوی پاکستان، ایران، سوریه و عراق مهاجر شدند به لحاظ تفاوت‌های ساختمان فیزیکی و نژادی نتوانستند با مردم این ساحات مخلوط شوند بنابراین لهجه، زبان، فرهنگ و هویت قومی خودشان را از دست نداده‌اند.

### سدهٔ بیستم

#### جنگ داخلی افغانستان
پس از کودتای سال ۱۹۷۸ که در پی آن گروه کمونیستی خلق به قدرت رسید، کم‌کم هزاره‌ها برای برابری حق شهروندی خود نسبت به دیگر شهروندان افغانستان شروع به انجام کارهای سیاسی کردند و رهبران هزاره مانند عبدالعلی مزاری حزب‌های سیاسی را بنیانگذاری کردند. پس از خروج ارتش سرخ از افغانستان و پایان حکومت کمونیستی با مرگ محمد نجیب‌الله افغانستان وارد جنگ داخلی شد. هزاره‌ها با ساختن حزب وحدت سعی در حفظ قدرت سیاسی خود کردند. در سیاست نو حزب، دیگر مذهب جایی اصلی خود را نداشت و بیشتر کوشیده می‌شد تا از تمام قوای هزاره یک انسجام کلی بسازد.

### سدهٔ بیست و یکم
با ورود نیروهای ائتلاف به رهبری ایالات متحدهٔ آمریکا به افغانستان در سال ۲۰۰۱ حکومت طالبان سقوط کرد. قانون اساسی نو با پشتوانهٔ جامعهٔ بین‌الملل ورود همهٔ شهروندان افغانستان به نظام حکومت را ممکن ساخت؛ از همین‌رو در انتخابات پارلمانی سال ۲۰۱۰ که تحت نظارت نهادهای بین‌المللی و در امنیت نسبی برگزار گردیده بود، هزاره‌ها توانستند ۲۴٬۵ درصد از کرسی‌های پارلمان افغانستان را به‌دست آوردند. به گفتهٔ الساندرو مونسوتی استاد دانشگاه حقوق بین‌الملل در ژنو این حرکت سیاسی مورد انتقاد سیاستمداران پشتون شده است.
با وجود قوانین نو که براساس آن حقوق همهٔ شهروندان را یکسان می‌داند اما هنوز هم حرکات نژادپرستانه‌ای علیه مردم هزاره در افغانستان، پاکستان و ایران صورت می‌گیرد. در سال ۲۰۰۷ کوچی‌ها، با حمله به روستاهای مردم هزاره باعث آواره‌شدن هزاران تن از آنها شده و ده‌ها نفر هر ساله در پی حملات آنان کشته می‌شوند. افغانستانی‌های مهاجر در ایران که اکثریت‌شان را مردم هزاره تشکیل می‌دهند و معمولاً به‌صورت غیرقانونی به ایران رفته‌اند، از سوی نیروهای انتظامی دولت ایران مورد آزار و اذیت قرار می‌گیرند. سازمان‌های غیردولتی (NGO) با گزارشی بر بدتر شدن وضعیت حقوق شهروندی هزاره‌ها و حملات نژادپرستانه علیه آنها هشدار داده‌اند.

## نام
کلمهٔ «هزاره» و وجه تسمیهٔ آنان به هزاره تاکنون مورد اختلاف باقی مانده است اما برخی از تاریخ‌نگاران و محققان نظریاتی ارائه داشته‌اند.
- عبدالحی حبیبی، نام «هزاره» را بسیار قدیمی، و آن را برگرفته از کلمهٔ «هزاله» دانسته است که به مرور زمان به هزاره تغییر یافته است و آن خوش‌دل یا خوش‌قلب معنی می‌دهد.[۳۱][۳۲]
- برخی بر این معتقدند که نام «هزاره» احتمالاً از کلمهٔ فارسی «هزار» گرفته شده و ممکن است ترجمهٔ کلمه‌ای مغولی «مینگان» باشد، یک واحد نظامی متشکل از ۱٬۰۰۰ سرباز تحت فرمان چنگیز خان.[۳۳][۳۱] پذیرش این نظریه دشوار به‌نظر می‌رسد زیرا بعید است آن مغولان که زبان‌شان مغولی بودند لشکرهای نظامی خود را با استفاده از کلمات فارسی نام‌گذاری کنند، در حالی‌که مردم هزاره به زبان بومی خودشان را «آزره» یا «ازره» خطاب می‌کنند.[۳۴][۳۵]
- هاورث، هزاره‌ها را منسوب به خزرها دانسته و کلمهٔ «هزاره» را محرف «خزر» یا «خزار» می‌داند و معتقد است که اینان در اصل از اقوام ترک اطراف دریای خزر اند.[۳۶][۳۱][۳۷]
- طبق نظر خانیکوف، هزاره‌ها در زمان شاهرخ میرزا به هرات آمدند و چون هزار خانواده بودند به «هزاره» معروف شدند.
- محمد حیات خان، تاریخ‌شناس مسلمان اهل هندوستان دربارهٔ وجه تسمیهٔ «هزاره» می‌نویسد: به این دلیل اینها را هزاره می‌گویند که در عصر سلاطین قدیم زابلستان این قوم سال به سال هزار سوار عوض مالیات به قشون شاهی آن زمان تقدیم می‌کردند.[۳۸][۳۱]
- عرف هزاره‌ها دربارهٔ نام «هزاره» چنین اظهار می‌دارد: «هزاره عبارت از هزار قوم.» «هزاره از هزار راه وارد شده است.»[۳۹]
- بابر، بنیانگذار امپراتوری گورکانی هند در اوایل قرن شانزدهم، نام «هزاره» را در بابرنامه ثبت کرده است و از هزاره‌ها چندین بار به‌عنوان «هزاره‌های ترکمن» یادآوری کرده است.[۴۰]

## نژاد
از لحاظ نژادی مردم هزاره آمیخته‌ای از نژاد سفید و نژاد شرقی هستند.

### ویژگی‌های ژنتیکی
از نظر ژنتیکی هزاره‌های افغانستان نزدیک به ازبک‌های آن کشور هستند، در حالی‌که هردو گروه تفاوت‌های چشمگیری با تاجیک‌ها و پشتون‌های افغانستان دارند. آنها به‌طور کلی قرابت‌های ژنتیکی بالایی را با جمعیت‌های ترک‌زبان آسیای مرکزی و آسیای شرقی نشان می‌دهند. برخی مطالعات منشأ هزاره‌ها را آسیای مرکزی و همسان با ترک‌های آن منطقه می‌داند.

## زبان
هزاره‌ها به زبان فارسی با گویش‌های هزارگی و دری صحبت می‌کنند. در گویش هزارگی وام‌واژه‌های زیادی از ترکی و وام‌واژه‌های اندکی از مغولی موجود است. گویش هزارگی برخی از ویژگی‌های دستوری دری سدهٔ چهارم و پنجم هجری را در خود حفظ کرده است. در این گویش دو حرف د غلیظ و ت غلیظ نیز وجود دارد که تلفظ آنان نزدیک به تلفظ آن حروف در زبان‌های اردو و پشتو است. میزان تفاوت در این گویش با فارسی معیار در گویش هزارگی غزنی بسیار زیاد و در گویش هزارگی بامیان، بهسود و دایمیرداد کم است. همچنین بسیاری از واژه‌های اوستایی نیز در این گویش موجود است که به گفته برخی محققان و زبان شناسان، بیش از ۲۵٪ از واژگان این گویش ریشهٔ اوستایی دارند، مثلاً: هزارگی آبست-اوستایی آبستا که هردو به معنی خویشاوند است یا واژه‌های دیگری مثل: ابسو، اِنگهَ، اوته، اوثه، جُنگه، کوور، خسور، تفت، خیرتو، پیتَو، اسپی، گیرو و… برخی از زبان‌شناسان بدون تحقیق و ریشه‌یابی واژه‌ها به روش علمی، به نظریه‌پردازی اقدام نموده و این واژگان را غیر (فارسی، ترکی، مغولی و عربی) دانسته‌اند.

### ادبیات

#### اشعار هزارگی
| اَلی اسپِ سمند الغار و بولغار |  | جلو از نقره و تنگ از گلِ نار  |
| سحرگاهی مرا به یار رسانی    |  | تو جو بِشکو که من بوسم لبِ یار |

برگردان
اسپ خاکستری رنگ عزیزم، که با یراق و زینی از گلِ نار مجهز شده‌ای. مرا صبح زود به معشوقم برسان، تو جَو بخور که من لب یار را ببوسم.

## جمعیت‌شناسی
با توجه به نبود آمار دقیق در افغانستان، منابع مختلف جمعیت هزاره‌ها را بین ۲۰ الی ۳۰ درصد از جمعیت افغانستان تخمین می‌زنند بنابر تقسیم‌بندی قومی سازمان ملل متحد در کنفرانس بن سال ۲۰۰۱ آنها نزدیک به ۲۰ درصد از جمعیت افغانستان را تشکیل می‌دهند. هزاره‌ها در گذشته بزرگ‌ترین گروه قومی در افغانستان بودند که بیش از ۶۰ درصد از آنها در سال‌های ۱۸۸۸–۱۸۹۳ قیام‌های مردم هزاره قتل‌عام و تعدادی از آنها به کشورهای همجوار آواره و مهاجر شدند.

## قبایل
مردم هزاره از قبایل مختلف تشکیل یافته‌اند. برخی از این قبایل پیشوند «دای» را دارند. نظر به جلد اول سراج التواریخ اثر فیض‌محمد کاتب، آنان شامل دایکندی، دایزنگی، دای میرکشه، دای دهقان، دایچوپان، دای خیتای، دایمیرداد، دای کلان، دای قوزی، دای فولاد، دای میرک، دای مردگان و غیره هستند. این قبایل در سراسر افغانستان، بخش‌های از پاکستان و ایران و نیز در سایر مناطق هزاره‌نشین زندگی می‌کنند.

## دین و مذهب
هزاره‌ها پیرو دین اسلام در مذاهب شیعه، سنی و اسماعیلی هستند که هزاره‌های شیعه‌مذهب بیشترین آنها را تشکیل می‌دهند.

### هزاره‌های شیعه‌مذهب
در خصوص پذیرش مذهب شیعه از سوی هزاره‌ها نظریهٔ واحدی وجود ندارد. ممکن است هزاره‌ها در اوایل سدهٔ شانزده میلادی در دورهٔ ایلخانان و محمد خدابنده اولجایتو از اسلام سنی به اسلام شیعی گرویده باشند. برخی دیگر معتقدند هزاره‌ها در زمان حکومت شاه عباس صفوی اسلام شیعی را پذیرفته‌اند. در مقابل برخی از محققان ریشهٔ تشیع هزاره‌ها را برمی‌گردانند به عامل و کارگزاران ترویج اسلام در دورهٔ خلافت علی ابن ابی‌طالب، مثلًا علی اکبر تشدید دربارهٔ قدمت تشیع در کوهستان غور می‌نویسد: «مرکز شیعیان غور یا مسلمین غور اولین تمرکز شیعه در بلاد غور بوده است؛ زیرا بین سال‌های ۳۵ تا ۴۰ هجری مسلمان شده‌اند و در زمان خلافت علی ابن ابی‌طالب، جعده بن هبیره مخزومی که خواهرزاده علی ابن ابی‌طالب بود، از طرف وی به حکومت خراسان منصوب شد. به خاطر رفتار شایسته جعده، مردم غور داوطلبانه به علی ابن ابی‌طالب محبت می‌ورزیدند. امرای غور که وضع را کاملاً انسانی می‌یابند، بدون جنگ سر بر خط فرمان علی ابن ابی‌طالب گذارده به دین اسلام گرویدند. به پیشنهاد جعده، علی ابن ابی‌طالب فرمان حکومت سرزمین غور را به خاندان آل شنسب صادر کرد و این فرمان‌نامه قرن‌ها در آن خانواده محفوظ بوده و مایهٔ افتخار و مباهات آن دودمان می‌آمده است.»

### هزاره‌های سنی‌مذهب

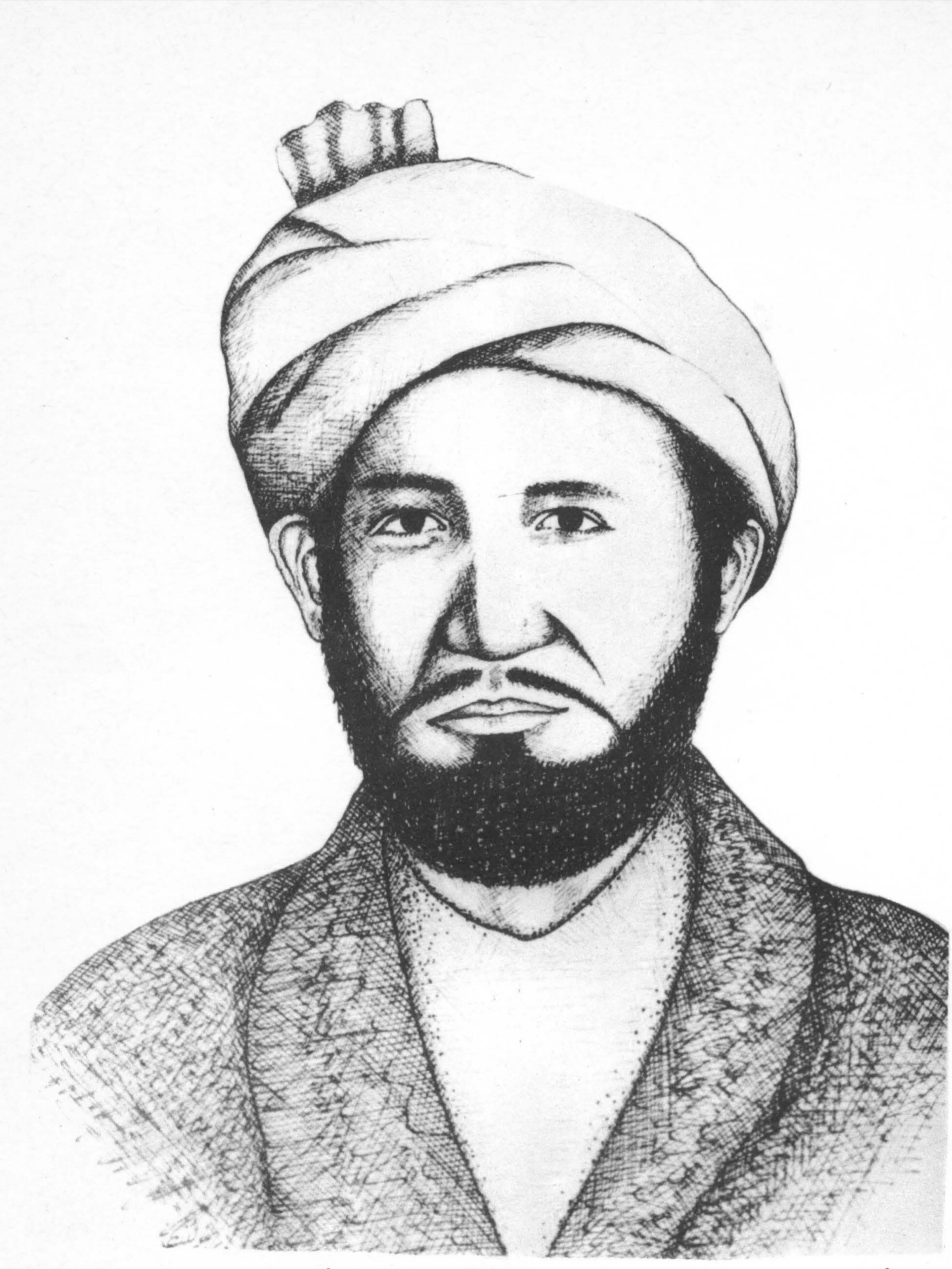
شیرمحمد خان هزاره رئیس هزاره‌های سنی‌مذهب قلعه‌نو بادغیس

جمعیت قابل‌توجه و بزرگی از هزاره‌ها سنی‌مذهب هستند که در ولایت‌های مختلف افغانستان، مانند کابل، بغلان، بادغیس، غور، قندوز، پنجشیر، بامیان، بدخشان، پروان و غیره سکونت دارند.
هزاره‌های سنی‌مذهب از قدیم و قبل از اشغال مناطق هزاره‌نشین توسط عبدالرحمان سنی‌مذهب بودند اما عده‌ای از آنان بعد از اشغال مناطق هزاره‌نشین توسط عبدالرحمان از مذهب شیعه به مذهب سنی گرویده شدند که در کتاب هزاره‌ها اثر حسن پولادی چنین آمده است:
بعد از اشغال هزاره‌جات در سال ۱۸۹۳ به دستور عبدالرحمان ملاهای سنی در تمامی مناطق هزاره‌جات مٶظف بودند تا هزاره‌ها را با زور به پذیرش مذهب سنی وادار کنند. آنها تکیه‌خانه‌ها را به مساجد تبدیل کرده شروع به تبلیغ مذهب سنی کردند. اگر هزاره‌ها این مذهب را می‌پذیرفتند، جان و مال آنها ایمن بود، در غیر این‌صورت زمین‌هایشان تصرف شده، از منطقه بیرون رانده می‌شدند و اگر مقاومت می‌کردند کشته می‌شدند.— هزاره‌ها اثر حسن پولادی

### هزاره‌های اسماعیلی‌مذهب
هزاره‌های اسماعیلی‌مذهب در ولایت‌های کابل، پروان، بغلان، بامیان، میدان وردگ، سمنگان، زابل و غیره سکونت دارند.

## جغرافیا

### افغانستان

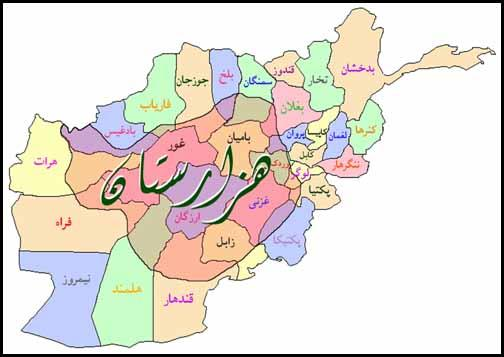
نقشه افغانستان و منطقه جغرافیایی هزارستان در سال ۱۸۹۰ (میلادی)

هزارستان (هزاره‌جات) سرزمین تاریخی و بومی مردم هزاره که در مناطق مرکزی افغانستان قرار گرفته است و مرزهای آن از نظر تاریخی در حال تغییر بوده است. تا سال ۱۸۹۰ (میلادی) هزاره‌ها عمدتاً خودمختار بودند و تمام منطقهٔ هزارستان را تحت کنترل داشتند.
به‌طور تاریخی و امروزه اکثریت هزاره‌ها در هزارستان و بسیاری دیگر در سایر مناطق و شهرهای افغانستان سکونت دارند. هزاره‌ها در گذشته بزرگ‌ترین قوم افغانستان بودند که بیش از ۶۰ درصد آنها در جریان قیام‌های مردم هزاره در سال‌های ۱۸۸۸–۱۸۹۳ (میلادی) قتل‌عام شده و تعدادی از آنها به کشورهای همسایه مهاجر و متواری شدند و دارایی و زمین‌های زیادی از آنان توسط افغان‌ها و کوچی‌ها تصرف شد.

### آسیای میانه
پس از قتل‌عام و نسل‌کشی هزاره‌ها توسط عبدالرحمان در سال‌های ۱۸۸۸–۱۸۹۳ (میلادی) هزاره‌های زیادی به مناطق تحت اشغال روسیه تزاری مانند ازبکستان، تاجیکستان، ترکمنستان و قزاقستان رفتند تعداد زیادی از هزاره‌های ساکن در نواحی روسیه تزاری به‌مرور زمان به‌دلیل شباهت‌های ساختار نژادی و ظاهری با مردم آن مناطق، لهجه، زبان و هویت قومی خود را از دست داده و در میان آنها جذب شدند.

### پاکستان

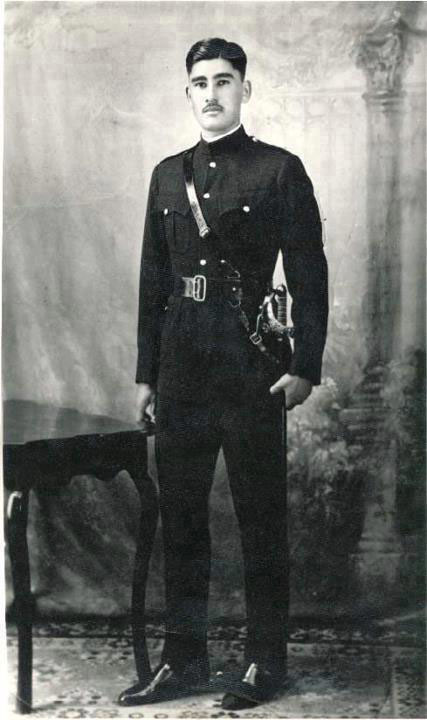
محمد موسی خان جنرال نظامی و فرمانده کل ارتش پاکستان

هزاره‌های پاکستان بیشتر در کویته سکونت دارند.
در سال ۱۹۶۲ (میلادی) دولت پاکستان، هزاره‌ها را به‌عنوان یکی از اقوام پاکستان به رسمیت شناخت. از جمله افراد مشهور هزاره‌های پاکستان محمد موسی خان است که جنرال نظامی و فرمانده کل ارتش پاکستان از سال‌های ۱۹۵۸ تا ۱۹۶۶ (میلادی) بود. همچنان وی مدتی را به‌عنوان فرماندار ایالت بلوچستان گذراند.

### ایران

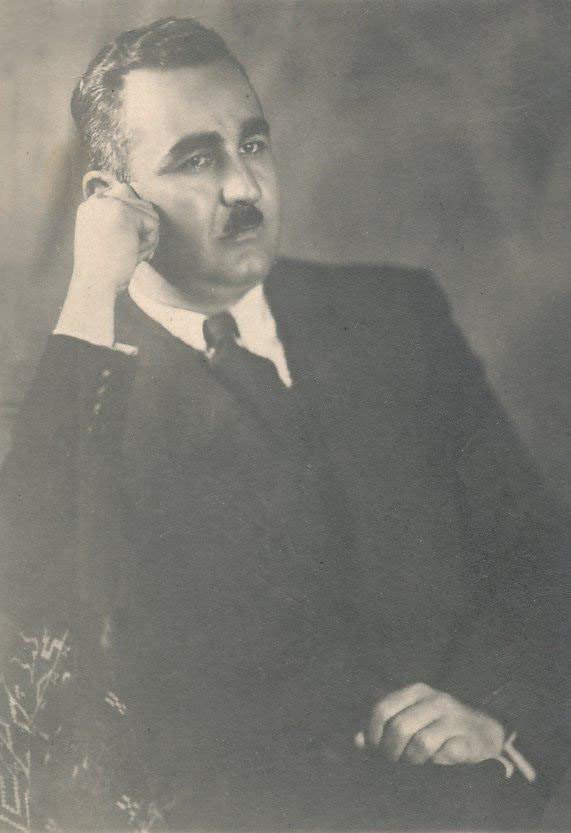
محمد یوسف خان هزاره رئیس ایل هزاره و نخستین نماینده سنی‌مذهب در پارلمان ایران

هزاره‌ها در ایران عمدتاً در مشهد سکونت دارند که بیشتر به نام‌های «بربری» یا «خاوری» شناخته می‌شوند. جمعیت محلی هزاره‌ها حدود ۵۰۰٬۰۰۰ نفر تخمین شده است.
پیش از اینکه بر اساس عهدنامهٔ پاریس در دورهٔ ناصرالدین شاه سرزمین افغانستان از ایران جدا شود خراسان بزرگ بخشی از غرب این سرزمین را در بر می‌گرفت و اقوام گوناگون در آن سکونت داشتند. یکی از این اقوام هزاره‌ها بودند. این قوم که پس از کشیدن خط مرزی میان افغانستان و ایران در دو سوی مرز سکونت اختیار کردند که در تاریخ معاصر خراسان به‌ویژه مشهد نقش‌های متعددی بر عهده داشته‌اند. رهبری این قوم در اواخر دورهٔ قاجار و همچنین دورهٔ پهلوی با محمد یوسف خان هزاره معروف به «صولت‌السلطنه هزاره» بود که وی یک هزاره سنی‌مذهب و نخستین نماینده سنی‌مذهب در پارلمان ایران بود.

### مهاجرت
الساندرو مونسوتی در کتاب اخیر انسان‌شناسی خود استدلال می‌کند که مهاجرت شیوه سنتی زندگی مردم هزاره است و اشاره به مهاجرت‌های فصلی و تاریخی دارد که هرگز متوقف نشده‌اند و به نظر نمی‌رسد تنها تحت شرایط اضطراری مانند جنگ مهاجرت صورت گرفته‌باشد. به دلیل دهه‌ها جنگ در افغانستان و خشونت‌های فرقه‌ای در پاکستان، بسیاری از هزاره‌ها جوامع خود را ترک کرده و در استرالیا، نیوزیلند، کانادا، ایالات متحده، انگلستان و به ویژه کشورهای اروپای شمالی مانند سوئد و دانمارک ساکن شدند. عده‌ای از طریق قاچاق دانش آموزان و برخی دیگر از طریق قاچاق انسان به این کشورها می‌روند که این امر گاه به هزینه زندگی آنها تمام می‌شود. از سال ۲۰۰۱، حدود ۱۰۰۰ نفر در حالی که می‌خواستند با قایق از اندونزی خود را به استرالیا برسانند، در اقیانوس جان خود را از دست داده‌اند. بسیاری از آنها هزاره بودند، از جمله زنان و کودکان کوچک که نمی‌توانستند شنا کنند. مورد قابل توجه دیگر در تمپا بود که یک محموله پناهجویان، عمدتاً هزاره، توسط کشتی نروژی ام‌وی تمپا نجات یافت و پس از آن به نائورو فرستاده شد. نیوزیلند موافقت کرد که تعدادی از پناهندگان را بگیرد و به آنها اقامت دهد.

## فرهنگ و جامعه

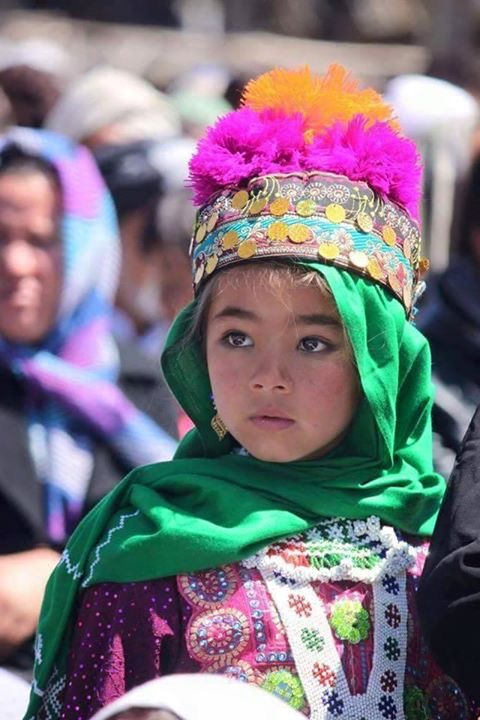
دختر هزاره در لباس سنتی

هزاره‌ها در خارج از هزاره‌جات، فرهنگ شهرهای محل سکونت خودشان را اتخاذ کرده‌اند که شبیه آداب و رسوم تاجیک‌ها و پشتون‌های افغانستان است. اما به‌طور سنتی هزاره‌ها کشاورزانی از مناطق مرتفع مرکزی هستند که در هزاره‌جات بسیاری از آداب و رسوم خود را حفظ کرده‌اند. بعضی از رسم و رواج‌های آنها بیشتر نزدیک به رسم و رواج‌های آسیای میانه است تا تاجیک‌های افغانستان. دسته‌های کمی از هزاره‌ها (ایماق هزاره) به‌طور سنتی زندگی نیمه کوچ‌نشینی دارند.

### پوشاک
پوشاک و لباس مردم هزاره نقش مهم و ویژه‌ای در حمایت از هویت فرهنگی، سنتی و اجتماعی آنان دارد. پوشاک مردم هزاره به‌صورت دستی و ماشینی تولید و در افغانستان در اکثر نقاط کشور به‌ویژه در ولایات مرکزی افغانستان دوخته می‌شوند.

#### لباس مردانه
مردان هزاره به‌طور سنتی بَرَک (بَرَگ) و کلاه می‌پوشند. برک یکی از اجزای مهم پوشاک مردم هزاره است. برک نوعی قطعه نرم، چسبناک و ضخیم است که از اولین پشم بره‌های گوسفند مخصوصی که در هزارستان پرورش می‌یابند، تهیه می‌شود. برک علاوه بر اینکه یک لباس بسیار مقبول، شیک و سلطنتی است، در زمستان گرم نیز می‌باشد و در برابر رطوبت مقاوم است که در برف و باران به راحتی خیس نمی‌شود. همچنین برک خاصیت و نرمی خاصی دارد که دردهای عضلانی را کاهش می‌دهد و همچنین شفابخش دردهای مفاصل است.
امروزه رایج‌ترین لباس در میان مردان هزاره، پیراهن و تنبان و گاهی با کلاه یا عمامه است.

#### لباس زنانه
لباس سنتی زنان هزاره شامل دامن چین‌دار با تنبان است. پوشش زنان هزاره با توجه به شرایط اجتماعی و اقتصادی آنها دارای ویژگی‌های خاصی است. لباس زنان جوان هزاره از پارچه‌های مختلف در رنگ‌های مختلف و طرح‌های شاد با چادر زیبا و رنگارنگ تهیه می‌شود، اما زنان مسن‌تر پارچه‌های تیره با طرح‌های ساده سیاه و سفید را ترجیح می‌دهند. چادر یا پوشش سر زنان هزاره اغلب با زیورآلاتی که اغلب نقره‌ای یا طلایی است و گاهی با کلاه تزئین می‌شود. تزیینات روی لباس گردنبند نقره یا طلا با مهره‌های رنگارنگ، دکمه‌ها، النگوها و دستبندهای نقره یا طلا است.

### غذا و آشپزی
غذا و آشپزی مردم هزاره به شدت تحت تأثیر غذاهای آسیای مرکزی، آسیای جنوبی و ایرانی قرار دارند. با این حال، برای غذاهای خاص، روش‌ها و سبک‌های مختلف پخت‌وپز وجود دارد که مختص هزاره‌ها است. هزاره‌ها خیلی مهمان نوازی دارند و در فرهنگ آنها رسم بر این است که برای مهمان غذاهای مخصوص تهیه کنند.

### هنر

#### موسیقی

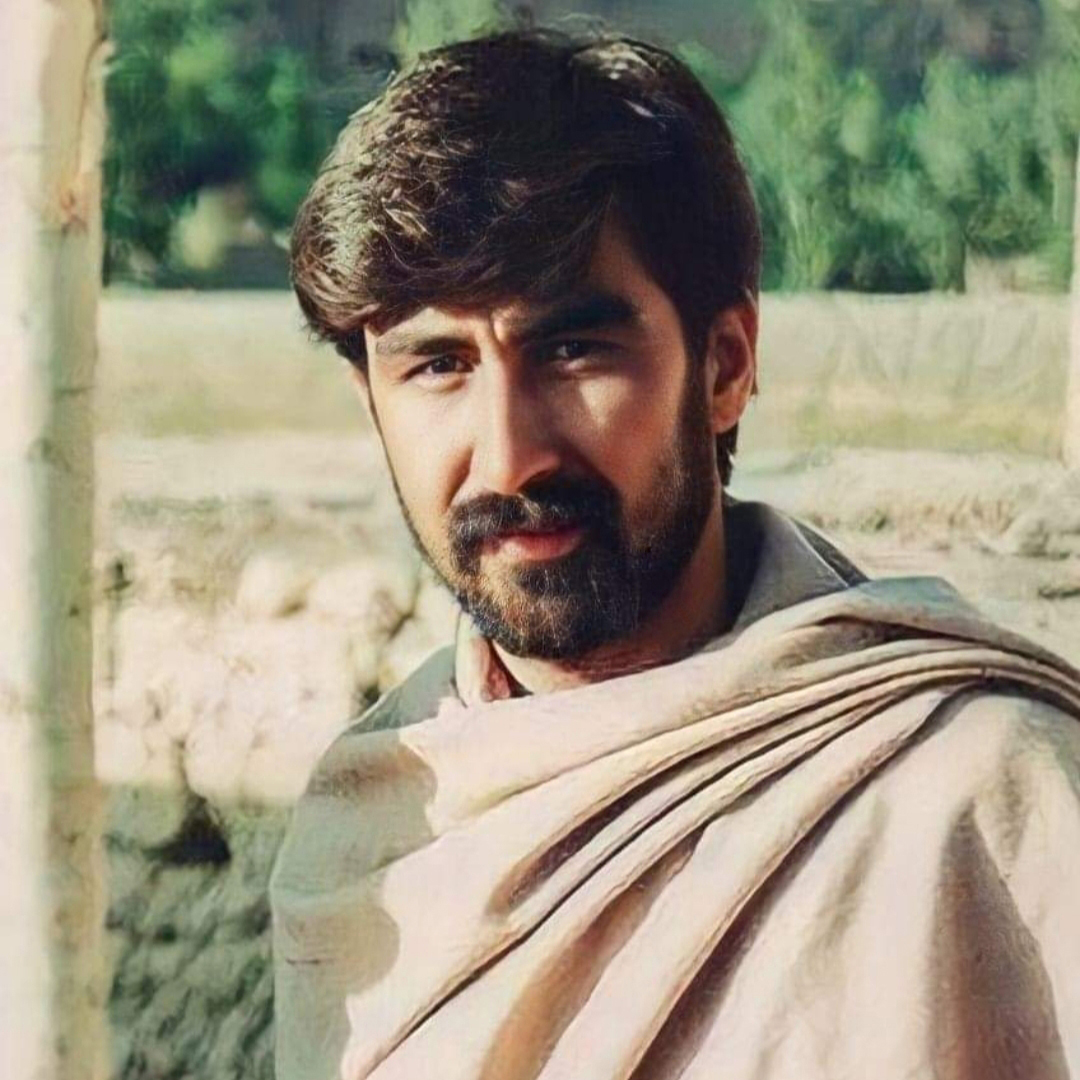
داوود سرخوش آوازخوان فولکلور هزاره

موسیقی هزاره‌ها شامل انواع مختلفی از موسیقی کلاسیک، موسیقی محلی و موسیقی مدرن است و موسیقی هزاره‌ها به‌عنوان موسیقی غنی و متمایز شناخته شده است. موسیقی هزاره‌ها عمدتاً فولکلور است که به صورت شفاهی نسل به نسل منتقل شده است. بسیاری از موسیقی‌دانان هزاره به‌طور گسترده‌ای در نواختن دمبوره، نوعی ساز محلی که در سایر مناطق آسیای میانه مانند قزاقستان، ازبکستان و تاجیکستان یافت می‌شود، مهارت دارند. برخی آوازخوانان معروف هزاره سرور سرخوش، داوود سرخوش، صفدر خیرعلی، صفدر توکلی، سید انور آزاد، علی حسین افشار و غیره هستند.
در دمبوره مردم هزاره گاهگاهی سرودهای انقلابی بسیار رایج است. اولین خواننده‌ای که شروع به خواندن سرودهای انقلابی روی دمبوره کرد سرور سرخوش بود و پیام اصلی او قیام نسل جوان و مبارزه با ظلم و ستم است.

### سینما

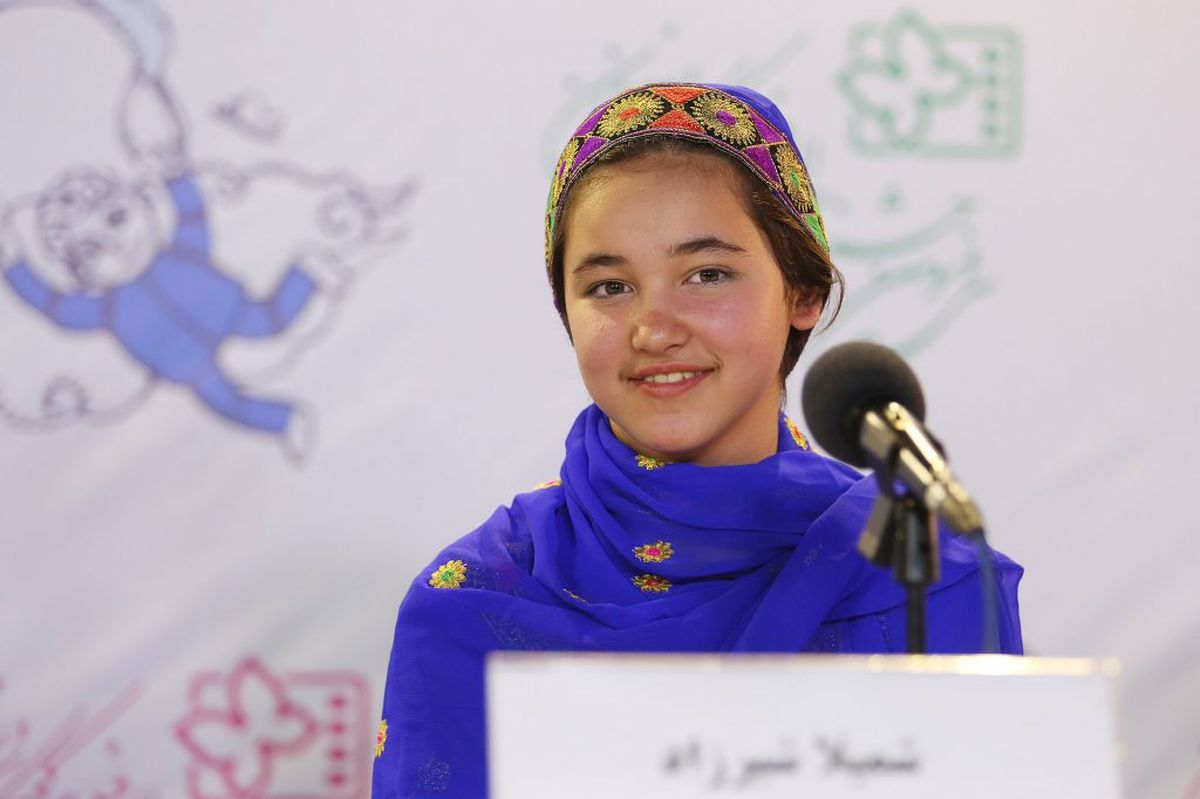
شمیلا شیرزاد بازیگر سینما

هنرمندان هزاره در سینما پیشینهٔ قدیمی ندارند، اما امروزه از برخی بازیگران و هنرپیشه‌های معروف آنها می‌توان به حسین صادقی، عابد علی نازش، شمیلا شیرزاد، نیکبخت فرهمند، رضا احمدی اشاره کرد.

### نویسندگان و شاعران

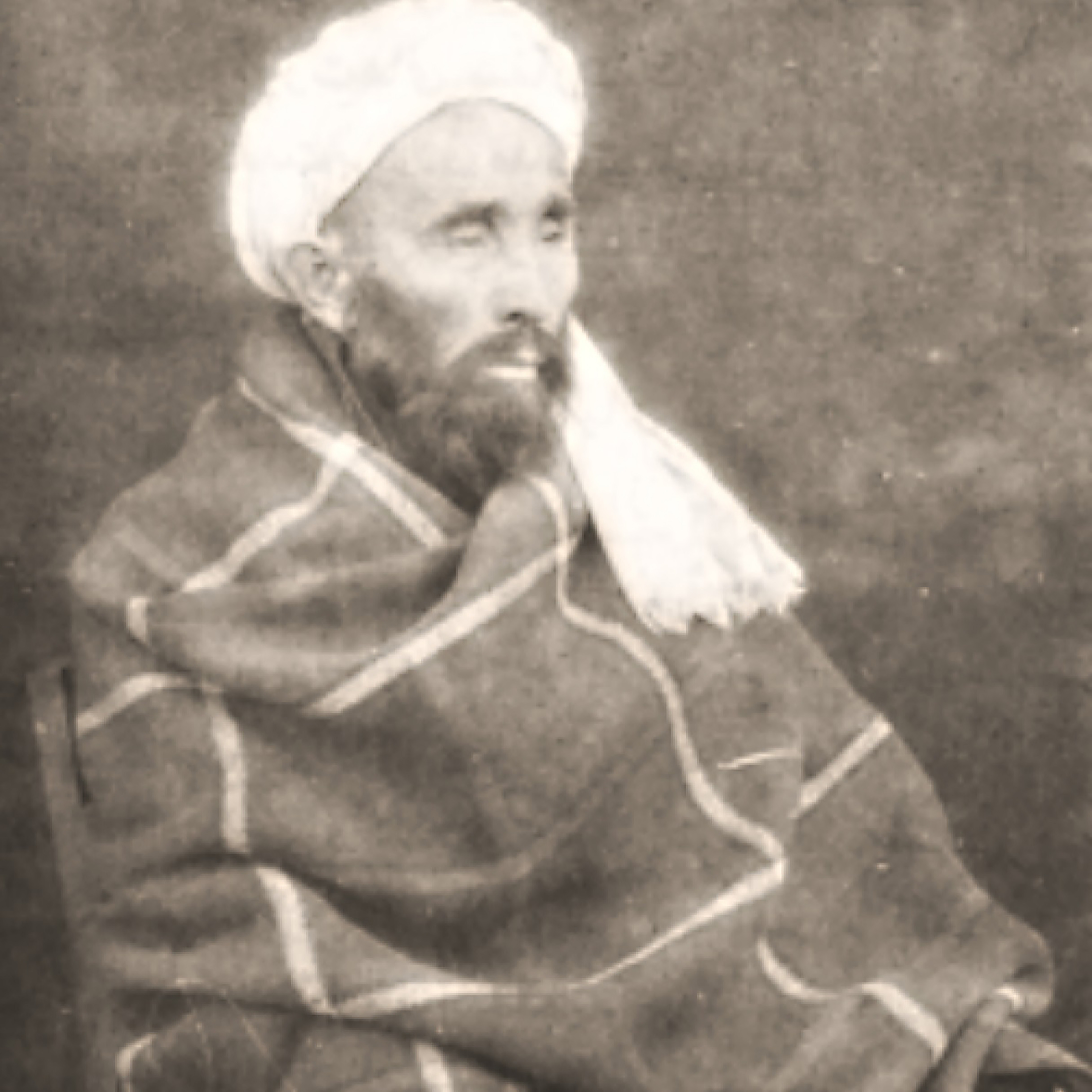
فیض‌محمد کاتب نویسنده و تاریخ‌نگار

برخی از نویسندگان و شاعران مشهور هزاره مانند فیض‌محمد کاتب، امیرخسرو دهلوی، اسماعیل بلخی، حسن پولادی، کاظم یزدانی، رهنورد زریاب، بصیراحمد دولت‌آبادی، عزیز رویش، محمد یعقوب یسنا، محمد اسماعیل مبلغ، محمد اکرم گیزابی، حفیظ شریعتی، احمدعلی کهزاد، علی محقق‌نسب، کامران میرهزار، بصیر آهنگ، سید ابوطالب مظفری، امیرشاه حسنیار، بشیر بختیاری، علی محمد زهما، علی بابا تاج، زهرا جویا، ذکی دریابی و غیره هستند.

### ورزش‌های سنتی

#### بزکشی
بزکشی یک ورزش سنتی آسیای مرکزی است که در آن بازیکنان اسب سوار سعی می‌کنند لاشه‌ای بز یا گوساله را با پیشی گرفتن از رقبا در محل مشخصی که معمولاً یک دایره علامت‌گذاری شده در زمین بازی است، بر زمین بگذارند. بزکشی یک ورزش سنتی در آسیای مرکزی و نیز یکی از ورزش‌های سنتی مردم هزاره می‌باشد.

#### تیراندازی
تیراندازی پرتاب یا شلیک کردن تیر به وسیلهٔ کمان است که یک ورزش سنتی و قدیمی هزاره‌ها می‌باشد.

#### پهلوانی
پِهلوانی نوعی کشتی سنتی در افغانستان است که در میان هزاره‌ها سابقه طولانی دارد. این ورزش معمولاً در روزهای تعطیل، در میدان‌های پهلوانی برپا می‌شود.

## نسل‌کشی
از زمان عبدالرحمان تا اکنون هزاره‌ها توسط حاکمان و گروه‌های مختلف مورد کشتار و نسل‌کشی هدفمند قرار گرفته‌اند. در سال ۱۸۹۳، عبدالرحمان دستور قتل‌عام هزاره‌ها را صادر کرد. پیش از قتل‌عام، ۶۰۰٬۰۰۰ خانوار مردم هزاره در افغانستان زندگی می‌کردند. او بیش از ۴۰۲٬۰۰۰ (۶۷٪) خانواده از مردم هزاره را بین سال‌های ۱۸۹۳ تا ۱۹۰۰ قتل‌عام کرد و از سرهای آنان کله‌منار درست کرد که بزرگ‌ترین نسل‌کشی قرن نوزدهم به‌شمار می‌رود.

## چهره‌های سرشناس

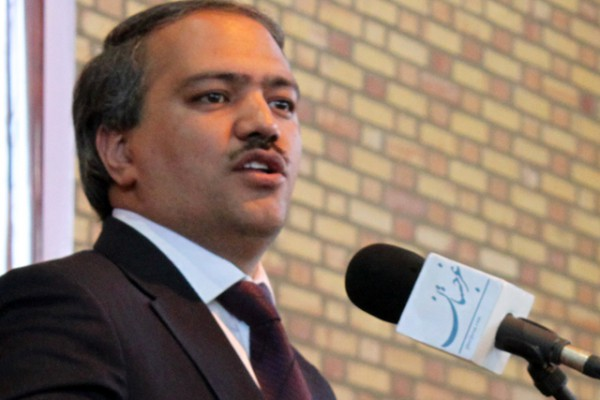
احمد بهزاد

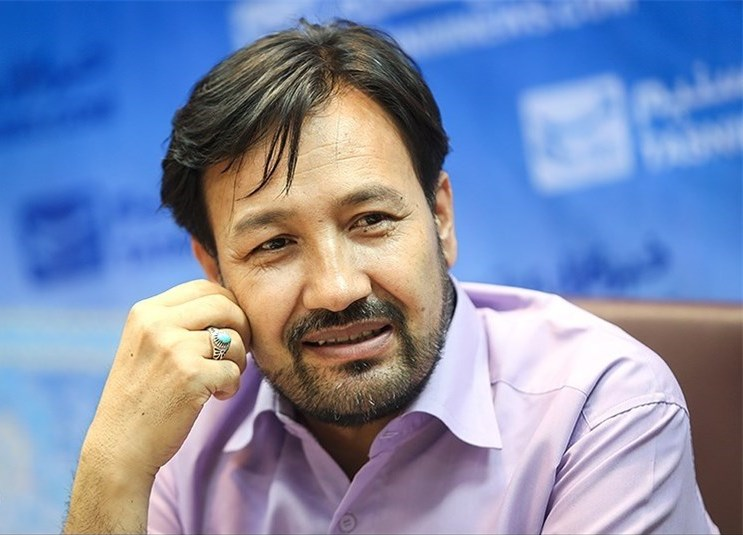
سید ابوطالب مظفری

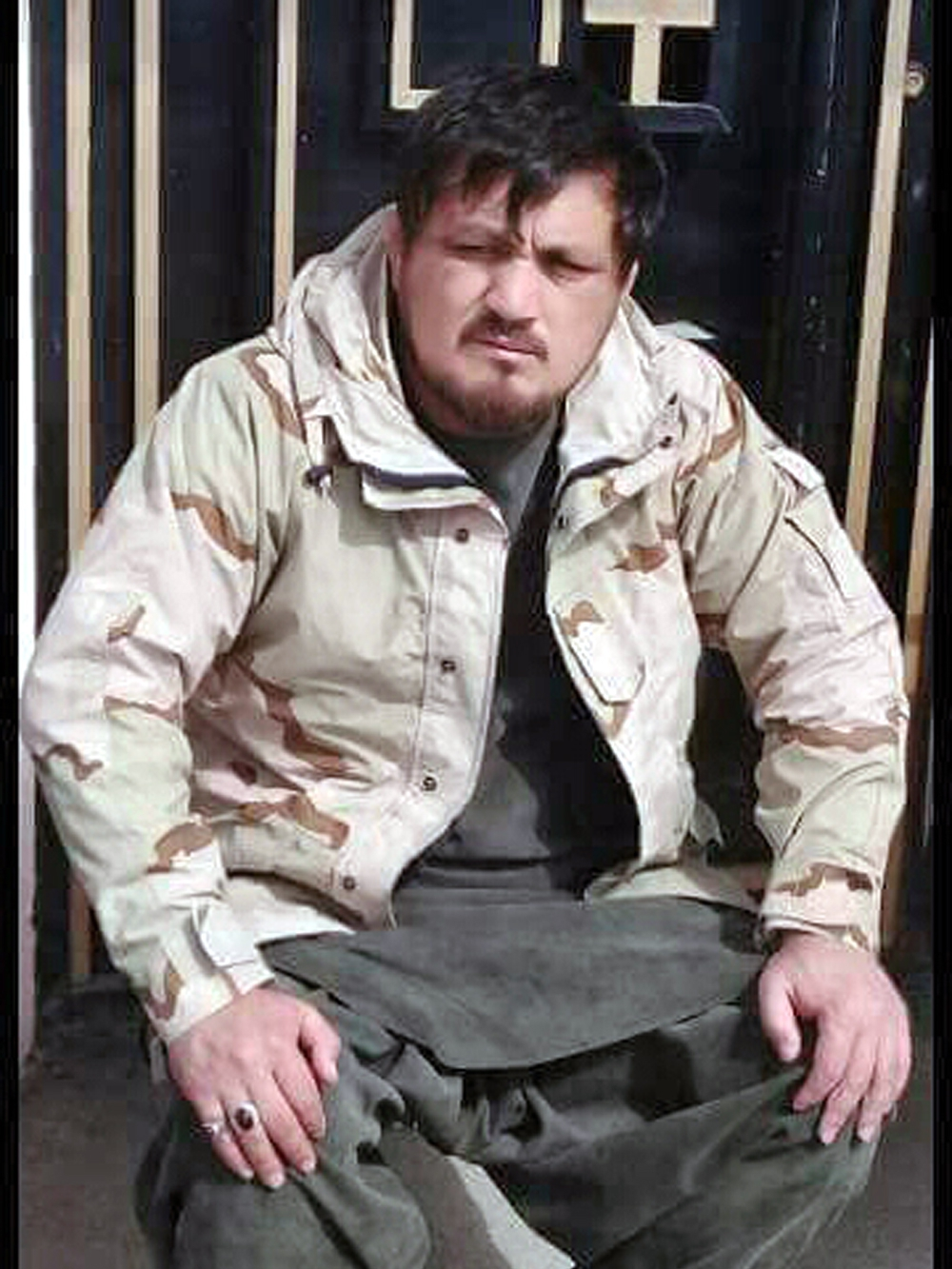
وکیل حسین الله‌داد

حسین صادقی

- درویش‌علی خان هزاره - اولین حاکم هزاره در هرات
- شیرمحمد خان هزاره - رئیس هزاره‌های اهل سنت قلعه‌نو بادغیس
- میر یزدان‌بخش - یکی از رهبران هزاره در قرن نوزدهم
- میر محمدعظیم بیگ - اولین رهبر قیام کنندگان هزاره‌ها در دوره سلطنت عبدالرحمن
- صولت‌السلطنه هزاره - سیاستمدار و نخستین نماینده سنی‌مذهب هزاره در مجلس شورای ملی ایران
- محمد موسی خان - سیاستمدار، جنرال نظامی و فرمانده کل ارتش پاکستان از ۱۹۵۸ تا ۱۹۶۶
- سلطان‌علی کشتمند - سیاستمدار و نخست‌وزیر جمهوری دموکراتیک افغانستان
- ابراهیم گاوسوار - رهبر قیام مسلحانهٔ مردم هزاره در اعتراض به مالیات سنگین در حکومت ظاهرشاه
- اسماعیل بلخی - رهبر پرنفوذ هزاره‌ها در دهه ۵۰ همچنان شاعر و نویسنده
- عبدالعلی مزاری - رهبر سیاسی و بنیانگذار حزب وحدت
- محمدحسین صادقی نیلی - سیاستمدار و فرمانده جهادی دهه‌های ۶۰ و ۷۰
- حسین‌علی یوسفی - سیاستمدار و دبیرکل پیشین حزب دموکرات هزاره در پاکستان
- قاضی محمد عیسی - یکی از رهبران مسلم لیگ و جنبش پاکستان
- اکرم یاری دبیرکل سازمان جوانان مترقی
- مریم منصف - سیاستمدار و معاون پیشین جاستین ترودو نخست‌وزیر کانادا
- شکردخت جعفری - دانشمند و برنده اینویت یوکه
- کریم خلیلی - سیاستمدار و دبیرکل حزب وحدت اسلامی افغانستان و معاون پیشین رئیس‌جمهوری اسلامی افغانستان[۹۴]
- محمد محقق - سیاستمدار و دبیرکل حزب وحدت اسلامی مردم افغانستان و معاون دوم پیشین شورای عالی مصالحه ملی[۹۵]
- سرور دانش - معاون پیشین رئیس‌جمهور افغانستان
- محقق کابلی - مرجع تقلید[۹۶]
- عبدالحق شفق - سیاستمدار و والی پیشین ولایات تخار، سرپل، فاریاب و دایکندی
- عبدالکریم میثاق - سیاستمدار و وزیر مالیه جمهوری دموکراتیک افغانستان
- قوماندان شفیع هزاره - از فرماندهان نظامی مجاهدین افغانستان
- ابوذر غزنوی - از فرماندهان نظامی مجاهدین افغانستان
- محمدعارف شاه‌جهان - سیاستمدار و والی پیشین میدان وردک
- عباس نویان - سیاستمدار و سفیر پیشین افغانستان در سویدن
- حبیبه سرابی - سیاستمدار و نخستین والی زن افغانستان در ولایت بامیان و وزیر پیشین امور زنان در دولت انتقالی افغانستان
- سیما سمر - فعال حقوق بشر، نامزد جایزه صلح نوبل و وزیر پیشین امور زنان[۹۷]
- احمد بهزاد - سیاستمدار و نمایندهٔ پیشین مردم هرات در پارلمان افغانستان و از اعضای جنبش روشنایی
- احمدشاه رمضان - سیاستمدار و نمایندهٔ پیشین مردم بلخ در پارلمان افغانستان
- داوود ناجی - روزنامه‌نگار، سیاستمدار و از اعضای جنبش روشنایی
- رمضان بشردوست - فعال سیاسی و وکیل پیشین در پارلمان افغانستان[۹۸]
- اسدالله سعادتی - معاون شورای عالی مصالحه ملی
- فهیم هاشمی - وزیر پیشین مخابرات افغانستان
- فیض‌محمد کاتب - نویسنده و تاریخ‌نگار معاصر افغانستان
- حسن پولادی - نویسنده و تاریخ‌نگار
- سید عسکر موسوی - نویسنده و عضو اتاق تحقیق دانشگاه آکسفورد
- بصیراحمد دولت‌آبادی - نویسنده، تاریخ‌نگار و روزنامه‌نگار
- سید ابوطالب مظفری - نویسنده و منتقد ادبی
- رهنورد زریاب - نویسنده و روزنامه‌نگار
- کامران میرهزار - نویسنده، روزنامه‌نگار و فعال حقوق بشر
- داوود سرخوش - خواننده، ترانه‌سرا و آهنگساز
- صفدر توکلی - خواننده، ترانه‌سرا و آهنگساز
- محمد ابراهیم خدری - کشتی‌گیر کشتی آزاد
- روح‌الله نیکپا - برندهٔ مدال برنز المپیک پکن ۲۰۰۸ و المپیک لندن ۲۰۱۲ تکواندو از افغانستان
- وکیل حسین الله‌داد - کشتی‌گیر کشتی آزاد
- حسین‌بخش صفری - برندهٔ مدال طلا بازی‌های آسیایی ۲۰۱۷ جوجوتسو از افغانستان
- حمید رحیمی - ورزشکار بوکس
- حسین صادقی - رزمی کار و هنرپیشه سینما

## نگارخانه

تصاویر
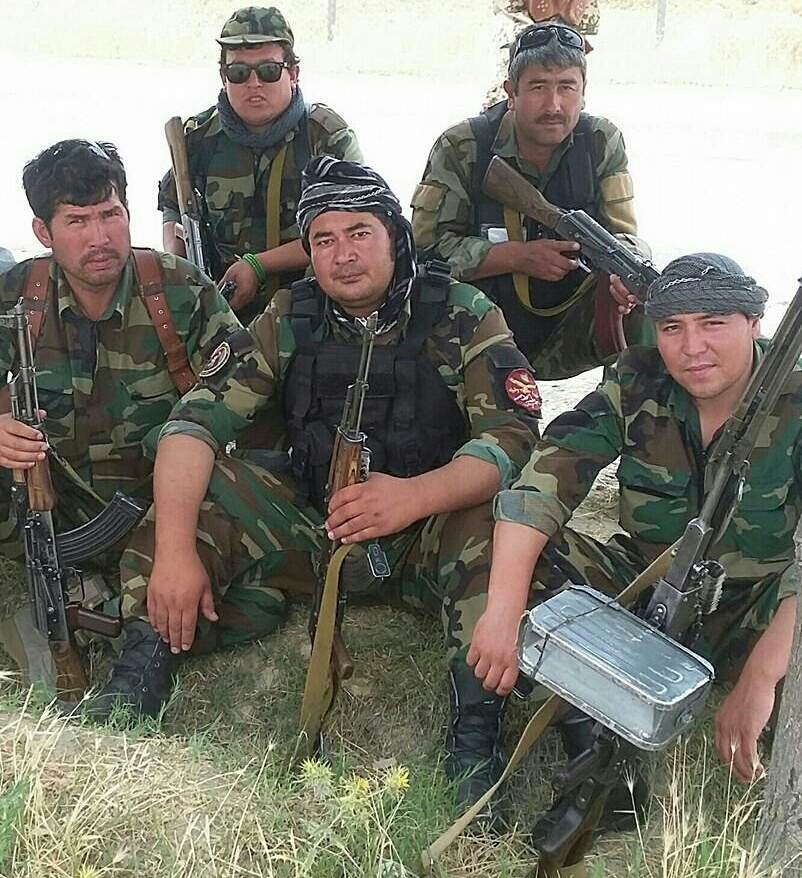
مردان هزاره در یونیفرم اردوی ملی افغانستان
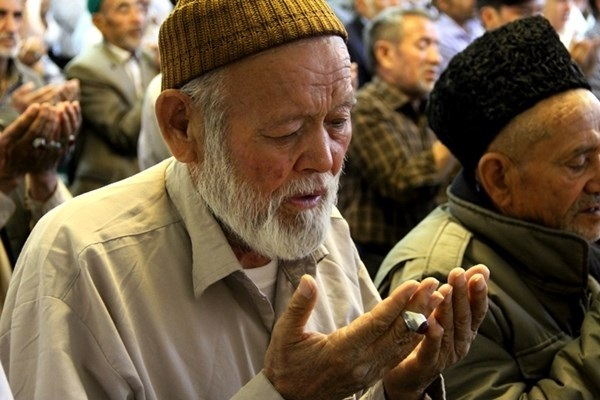
مرد سالمند هزاره در ایران
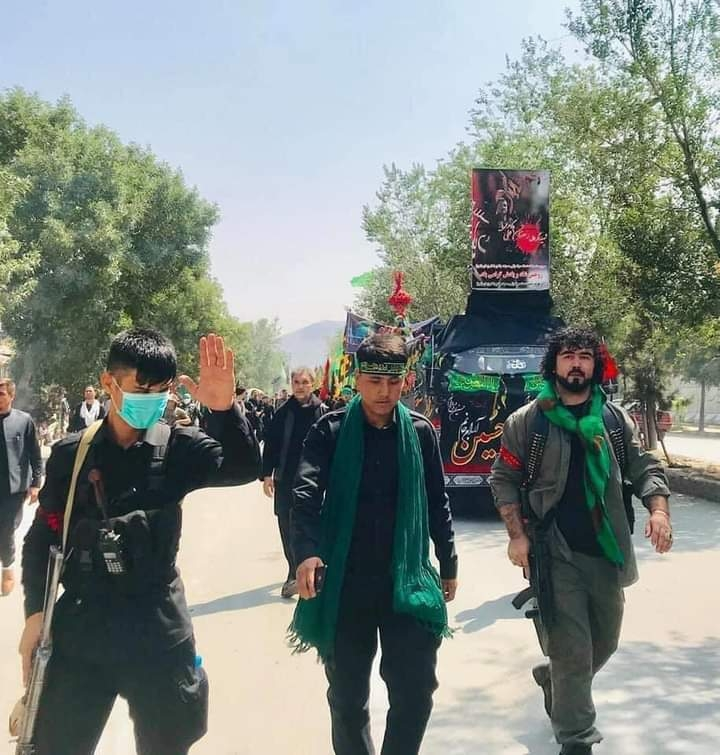
هزاره‌ها در کابل
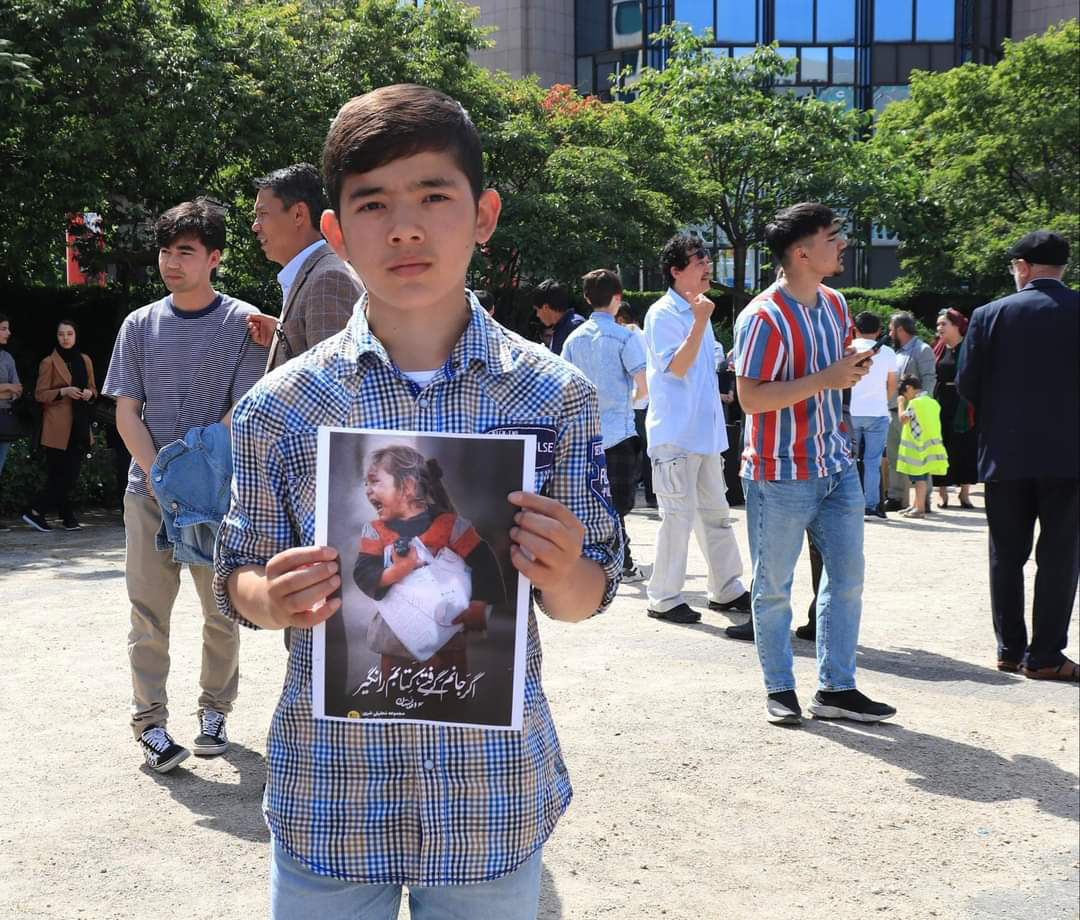
پسر هزاره در تظاهرات
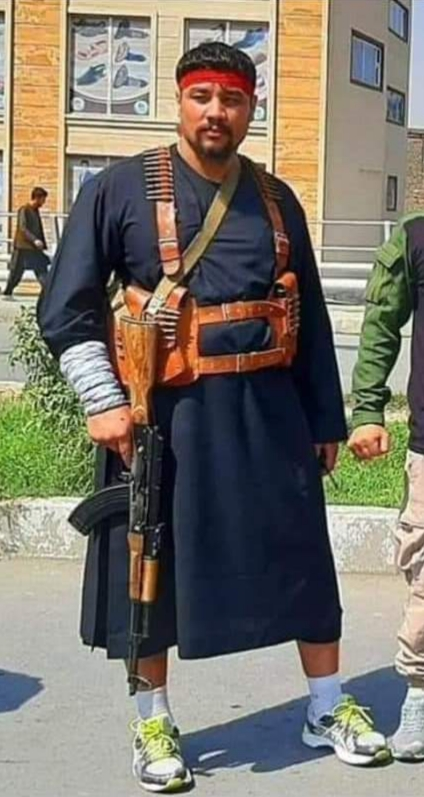
مرد مسلح هزاره

سنتی
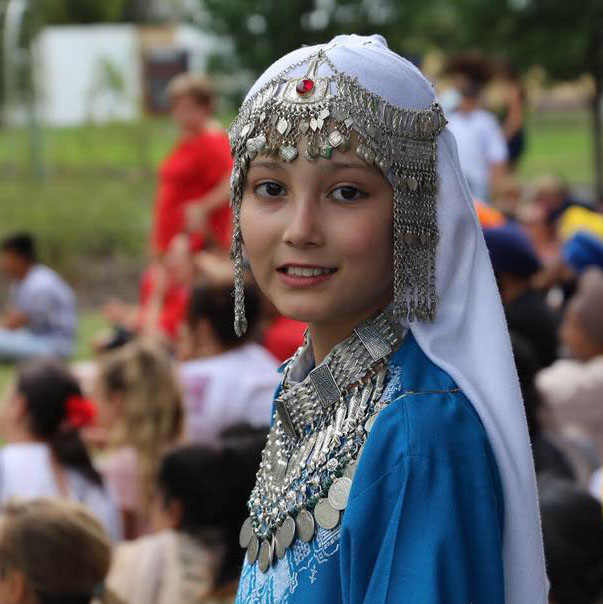
دختر هزاره در لباس سنتی
پسر هزاره با کلاه و دمبوره
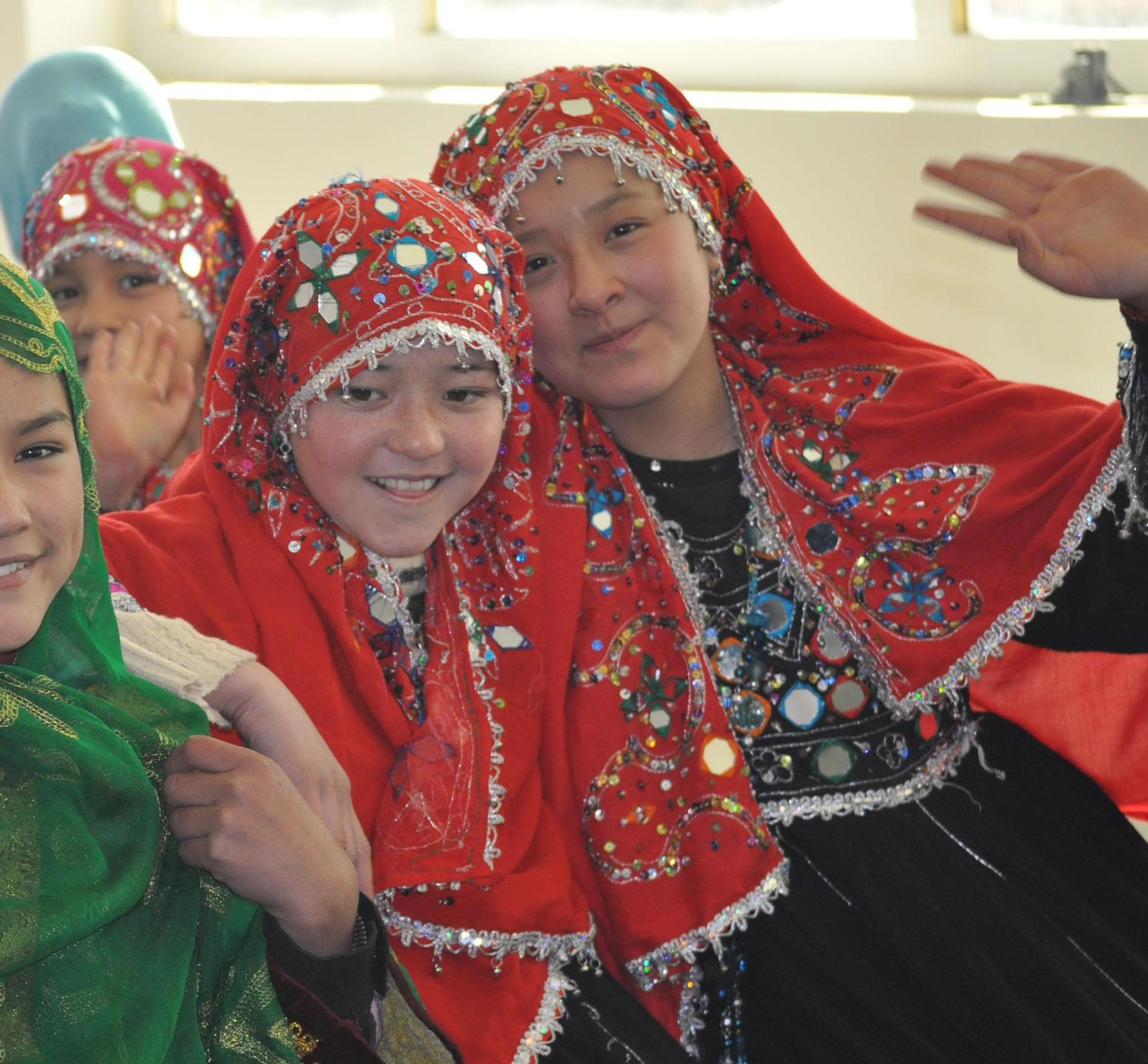
دختران هزاره از غزنی

تاریخی
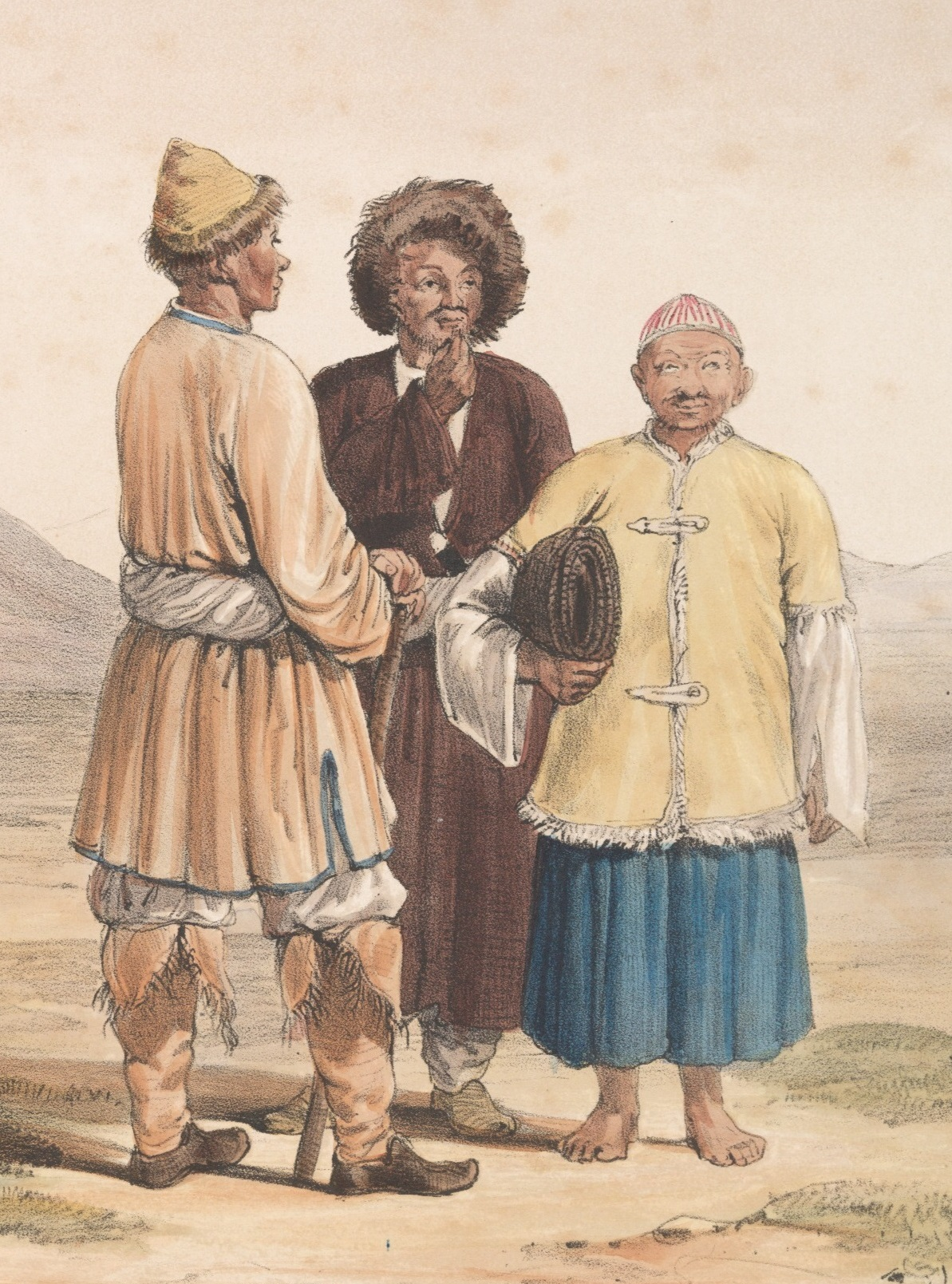
مردان هزاره در حدود ۱۸۴۰ (میلادی) از روستاهای نزدیک شهر غزنی، نقاشی جیمز اتکینسون
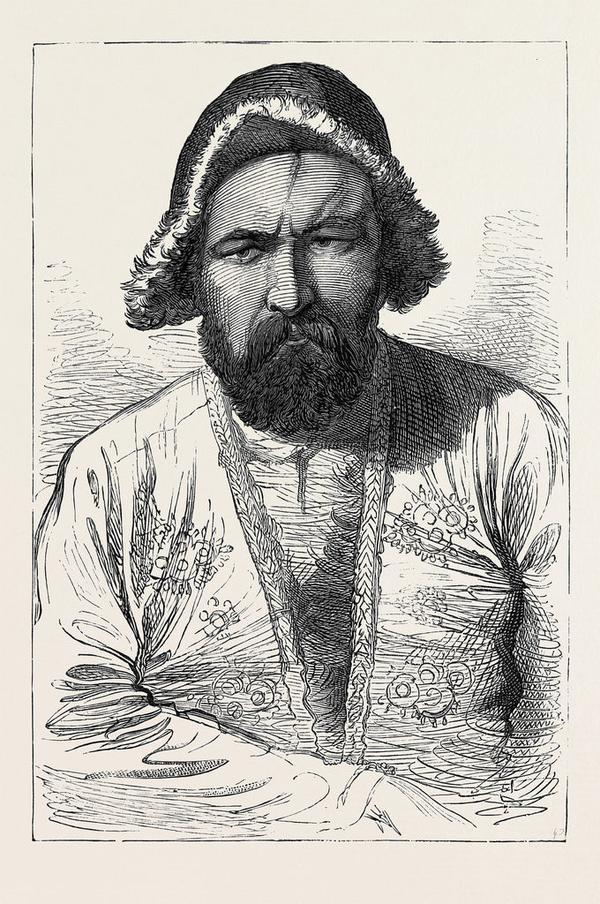
پُرتره‌ای از مرد هزاره در ۱۸۷۹ (میلادی)